# Maximilien Robespierre
Maximilien François Marie Isidore de Robespierre, francoski filozof, politik in pravnik, * 6. maj 1758, Arras, Grofija Artois, Francija, † 28. julij 1794, Pariz, Francija.
Bil je filozof, politik, novinar, aktivist in pravnik, poleg tega je bil eden od ključnih mož v francoski revoluciji. V svojem življenju se je boril za socialno odgovorno državo, splošno volilno pravico za vse moške, poleg tega pa je bil velik zagovornik vladavine terorja v obdobju francoske revolucije.

## Življenje
Rojen je bil 6. maja 1758 v francoskem mestu Arras v grofiji Artois kot najstarejši otrok v družini. Mama mu je umrla pri 6. letih, oče pa jih je kmalu zatem zapustil, zato sta otroke vzgajala stara starša. Mladi Maximilien se je izobraževal v Parizu, kasneje pa je diplomiral iz prava na univerzi Lycée Louis-le-Grand in leta 1781 opravil pravosodni izpit.
Kot član Splošnih stanov (États généraux), kasneje Narodne skupščine ter Jakobinskega kluba, se je zavzemal za odpravo smrtne kazni, odpravo suženjstva, boril se je za splošno volilno pravico, kjer bi imeli volilno pravico vsi moški ne glede na raso, religijo in imetje, poleg tega pa se je boril za odpravo kraljevine in nastanek republike, prav tako je močno nasprotoval vojni s Habsburško monarhijo.
Kot član Komiteja za nacionalno varnost (Comité de salut public) je odigral pomembno vlogo v obdobju jakobinskega Terorja, ki se je končal nekaj mesecev pred njegovim obglavljenjem julija 1794, ki je sledilo Termidorijanski reakciji, med katerim so ga skupaj z najožjimi sodelavci obsodili na smrt brez zakonitega procesa.
Maximilienovo življenje so močno zaznamovale razsvetljenske ideje 18. stoletja, med katerimi sta največje vloge odigrala Montesquieu in Rousseau. Z vdanostjo in z dejanji, pri katerih je stal za svojimi besedami si je prislužil naziv l'Incorruptible (Nepodkupljiv). Njegov sloves se je spreminjal skozi čas, vrh pa je dosegel v 20 letih dvajsetega stoletja, ko ga je  francoski zgodovinar Albert Mathiez označil za prepričljivega govornika, ki se je zavzemal za revne in zatirane, za nasprotnika privržencev kraljevine, nasprotnika pokvarjenih politikov, varuha republike, poleg tega naj bi bil neustrašen voditelj francoske revolucije in zagovornik socialno odgovorne države. Kasneje pa je postal poznan predvsem po radikalnih političnih čistkah in pobijanju političnih nasprotnikov.

## Politična kariera
Na Robespierrove politične ideje je imel največji vpliv Jean-Jacques Rousseau. Robespierrovo razumevanje revolucionarne vrline in njegov program za gradnjo politične suverenosti iz neposredne demokracije je navdihnil prav Rousseau. Robespierre je verjel, da so ljudje Francije temeljno dobri ljudje in so zato sposobni izboljšati razmere v državi. 
Ko je končal s študijem prava, je bil Robespierre kot pravnik potrjen v Arrasu. Škof Arrasa, Louis François Marc Hilaire de Conzié, ga je določil za kazenskega sodnika v škofiji Arras maja 1782. Med sodiščnimi zaslišanji je pogosto zagovarjal človekove pravice in ideje razsvetljenstva. V Arrasu je bil znan kot eden izmed najboljših pisateljev predvsem po zaslugi esejev za katere je prejel kar nekaj nagrad.
Decembra 1783 je bil izvoljen za člana akademije v Arrasu. Redno je obiskoval sestanke te akademije in leta 1784 dobil medaljo akademije Metza za njegov esej, v katerem je govoril, ali naj bi na sorodnike kriminalca vplivale posledice zločina, ki ga je le ta zagrešil. Nagradi si je delil z Pierrom Louisom de Lacretellom, ki je bil branilec in novinar v Parizu. Veliko njegovih nadaljnjih esejev je bilo manj uspešnih, vendar je bil njegov neuspeh kompenziran z njegovo priljubljenostjo v literarnem in glasbenem društvu v Arrasu. To društvo je bilo imenovano "Rosatia" in pri sestankih je Robespierre spoznal Lazara Carnota, ki je kasneje postal njegov sodelavec pri Komiteju za nacionalno varnost.
Leta 1788 je Robespierre sodeloval pri razpravi, kjer naj bi izvoliti francosko podeželsko vlado oziroma predstavnike tretjega stanu v Splošne stanove. Kralj Ludvik XVI. je razglasil nove volitve za vse stanove in s tem omogočil Robespierru, da kandidira za poslanca tretjega stanu, ki je bil potem izvoljen s podporo državnih volivcev, kljub veliki konkurenci. Ko je Robespierre prispel na Versailles, je bil dokaj nepoznan, vendar je v kritičnem letu 1789 postal predstavnik Narodne skupščine. Robespierre se je velikokrat obračal na ljudi in je bil pogosti govornik Narodne skupščine, kjer je spregovoril o različnih idejah za Deklaracijo o pravicah človeka in državljana, pogosto z velikim uspehom.

## Jakobinski vzpon
Robespierre se je že zgodaj spoznal z Društvom prijateljev ustave, ki so bili kasneje poznani kot Jakobinci, ki so prvotno prihajali iz Bretanje. Ko se je društvo preselilo v Pariz, je začelo število članov hitro naraščati. Društvu so se pridružili predvsem mladi izobraženi meščani in mali trgovci. Med temi ljudmi je Robespierre našel naklonjeno občinstvo. Leta 1789 so Jakobince zapustili številni desno usmerjeni bogati meščani. S tem se je zmanjšal vpliv starih voditeljev Jakobincev, kot so bili Bernave, Duport in Alexandre de Lameth. Z začetkom revolucije so pobudo prevzeli levo usmerjeni člani, med katerimi je bil tudi Robesspiere.
Robespiere je ohranil skromen način življenja tako v Versaillesu, kot tudi kasneje v Parizu. Oktobra 1790 je bil imenovan za vrhovnega sodnika v Versaillesu.
Robespierre pa je svoj čas in trud vseeno posvetil Narodni skupščini, kjer se je začela oblikovati ustava. Njegova borba za svobodo in enakost mu je prinesla več sovražnikov kot prijateljev. Po aretaciji Ludvika XVI. med 20. in 21. junijem 1791, za katerega je Robespierre zahteval sojenje, so nasprotovanja revoluciji postajala čedalje glasnejša.  
Junija 1791 je bil izvoljen za pariškega javnega tožilca. V Jakobinskem klubu je močno nasprotoval ideji vojne z ostalo reakcionarno Evropo, ki so jo njegovi nasprotniki smatrali kot širjenje revolucije. Ko so Brissotovi privrženci začeli širiti nasprotovanje Robespierru, je Robespiere ustanovil časopis Le Défenseur de la Constitution (Obramba Ustave). S tem je povečal svoj politični vpliv. Kmalu za tem je besedno napadel La Fayetta, ki je postal poveljnik francoske vojske in ga je sumil, da pripravlja vojaški udar; to mu je Robespierre tudi očital, a mu tega ni moral dokazati. Robespierre je že pred vojno napovedal velike izgube v vojni proti Avstriji in Prusiji. Ko je grozila invazija teh dveh držav na Francijo, so ljudje podprli Robespierra. Robespierre je oprostil morilce zaprtih plemičev, ki so v septembrskem masakru vdrli v zapore in pobili številne plemiče. Kmalu zatem je bil v Parizu izvoljen za predsednika Nacionalnega konventa. Na sojenju kralju Ludviku XVI. decembra 1792 je Robespierre za kraljeve domnevne zločine zahteval kazen usmrtitve.

## Vloga v Nacionalnem konventu
Robespierre se je že zgodaj zapletel z žirondisti, neformalno politično skupino, ki je bila deloma v Jakobinskem klubu. Žirondisti so, v nasprotju z bolj radikalnimi jakobinci, katerih pomemben predstavnik je bil Robespierre, podpirali politično demokracijo, ne pa tudi socialne. Poleg tega so žirondisti nadzorovali vlado in državno upravo. Po tem, ko je postal predsednik Konventa, je Robespierre s svojimi pristaši zavzel zadnje in višje klopi parlamenta, kar jim je dalo vzdevek montagnardi (iz. fra. La Montagne, gora), pod njimi so sedeli Žirondinci, še nižje pa neodločeni člani Konventa.
26. septembra je žirondist Marc-David Lasource obtožil Robespiera, da želi vzpostaviti diktaturo, ta pa je to v svojem naslednjem govoru ostro zanikal. Ta govor je močno razklal odnos med žirondisti in montagnardi v Jakobinskem klubu, prednost pa so uveljavili montagnardi.

## Vladavina Terorja
Po propadu monarhije se je Francija soočala s težavami, kot so vojna, suša in posledično slabe letine. Še vedno je trajala tudi državljanska vojna, obstajala pa je tudi nevarnost napada evropskih monarhij na Francijo. 
Robespierre je bil 27. julija 1793 izvoljen za poslanca Odbora splošne varnosti, čeprav si tega položaja ni želel. Klub temu, da naj bi bili vsi člani odbora enakovredni, so ljudje opisovali Robespierra kot bolj pomembnega oziroma vodilnega člana odbora. Nekateri so pretiravali pri tem in so to govorili le zato, da so ga kasneje lahko uporabili za grešnega kozla, npr. ko se je položaj zaostril in so Robespierra usmrtili. 
Kot govornik je hvalil revolucionarno stranko in zagovarjal, da je teror, vsaj tako kot ga je on definiral, nujen, hvalevreden in neizogiben. Prepričan je bil, da lahko republiko reši samo čistost državljanov in da je bil njegov teror nujen, ker je poskusil ohraniti revolucijo in republiko. 
Njegovi govori so bili izjemni - imel naj bi moč, da spremeni stališče katerega koli občinstva. Njegove tehnike govora so vsebovale pozivanja na moralo in pogosto uporabo retoričnih vprašanj z namenom, da se poveže z občinstvom. Uporabljal je veliko gest in idej ter osebne izkušnje, da je obdržal pozornost občinstva. Na koncu govorov je poudarjal, da je bil vedno pripravljen umreti za zmago revolucije. 
Ker je verjel, da revolucija še vedno poteka in da obstaja nevarnost sabotaže, je vcepil v ljudstvo misel, da je teror nujno pomemben. V svojem terorju ni videl prostora za usmiljenje. Pravil je, da je počasna razsodba enaka kot nekaznovanje in da negotovost kaznovanja opogumi krivce. Kot privrženec Rousseaujevih naukov je verjel, da je kot služabnik družbe dolžan pospešiti revolucijo. To mu lahko to uspe le, če jo brani na vseh področjih.

## Aretacija in smrt
Maja 1794 je bil predstavljen 22. dekret, ki naj bi odboru za narodno varnost dodelil še več dovoljenj za usmrtitve. Ta naj bi dovoljeval usmrtitev že na podlagi sumov kakršnega koli mnenja proti republiki. S tem so člani Konventa dooumeli, da bi Robespierre s tem zakonom lahko začel preganjati tudi člane Konventa in Odbora za nacionalno varnost. 26. julija 1794 se je Robespierre pojavil na zboru Konventa in se branil obtožb glede diktatorstva in tiranije. Nato je začel opozarjati na zarote proti republiki. Poleg tega je namignil, da so med zarotniki tudi člani Konventa, kljub temu pa ni podal nobenih specifičnih imen.
Konvent je kmalu za temi izdal nalog o aretaciji Robespierra in njegovih sodelavcev. Pri aretaciji pa se je zapletlo. Vojska pod generalom Cofinnhalom je osvobodila Robespierra in njegove sodelavce in se nato odpravila nad Konvent, ta pa jih je pričakal s številčnejšo vojsko, zato je vojska pod Cofinnhalom začela razpadati in preostanek se je umaknil v mestno hišo. Konvent jih je nato razglasil za kriminalce, s tem pa jim je grozila smrtna kazen, zato je večina vojske dezertirala. Robespierre in sodelavci so poskusili s samomori, vendar jih večina ni uspela. Robespierre si je s strelom v glavo poškodoval le spodnjo čeljust.
Naslednjega dne, 28. julija, je bil Robespierre brez sojenja usmrčen z giljotino na Trgu revolucije. Poleg njega so bili usmrčeni še njegov mlajši brat Augustin ter Georges Couthon, Saint-Just, François Hanriot in še dvanajst drugih Robespierrovih privržencev.

## Zapuščina
Maximilien Robespierre ostaja sporna osebnost vse do današnjih dni.  V Franciji danes ni enega spomenika oziroma kipa v njegovo čast; po njem je poimenovana le železniška postaja, nekaj mest in nekaj ulic. 
Med Oktobrsko revolucijo je Robespierre v Rusiji postal spoštovan, zato so mu postavili kipa v Moskvi in Sankt Peterburgu.

### Znane misli
- »Kaznovati zatiralce človeštva je milost, odpustiti jim pa je krutost.«

- »Vsak zakon, ki krši neodtujljive človekove pravice, je nepravičen in tiranski; to sploh ni več zakon.«

- »Skrivnost svobode je v tem, da ljudi izobražujemo, medtem ko je skrivnost tiranije puščati jih nevedne.«

- »Kralj mora umreti, da država lahko živi.«

- »Usmiljenje je izdaja.«

- »Institucija, ki nima ljudi za dobre in sodnika kot potencialno podkupljivega, je slaba.«

### Dela
Robespierre v življenju ni izdal nobene knjige, dandanes poznamo le njegove eseje, za katere je prijel številne nagrade. O Robespierru pa je bilo napisanih že kar nekaj biografij in drugih del:
Angleške:

- Robespierre (1999), avtorjev Colina Haydona in Williama Doyla.

- Robespierre (1999), Johna Hardmana

- Robespierre: The Voice of Virtue (2011), Otta J. Scotta

- Robespierre: A Revolutionary Life (2012), Petra McPheeja

Dela prevedena v slovenščino:

- Robespierre : svetloba in senca (1967) avtorja Rudolfa Harmsa, Založba: Maribor, Obzorja

- V slovenščino je prevedena tudi zbirka Robespierrovih spisov z naslovom Izbrani spisi / Maximilien Robespierre (1989), Založba: Ljubljana, Univerzitetna konferenca ZSMS

Dela izdana v nemščini:

- Robespierre : mit 3 Faksimile und 30 Abbildungen / von Carry Brachvogel (1925) Carryja Brachvogela, Založba: Wien, Leipzig

Dela izdana v francoščini:

- Robespierre : politique et mystique (1987), Guillemin Henri, Založba: Paris, Seuil

- Maximilien Robespierre : histoire d'une solitude (1968), Max Gallo, Založba: Paris, Librairie Académique Perrin

- Les Jacobins : de Robespierre à Chevènement (1999), Vovelle Michel, Založba: Paris, Éditions La Découverte

- Robespierre (1946), Walter Gérard, Založba: Paris, Gallimard

- Robespierre (1957), Bouloiseau Marc,  Založba: Paris

- Robespierre (1988), Solet Bertrand, Založba: Paris, Editions Messidor